# Bernard William Tucker
Pour les articles homonymes, voir Tucker.
Bernard William Tucker est un ornithologue britannique, né le 22 janvier 1901 à Northaw dans le Hertfordshire et mort le 19 décembre 1950.
Il fait ses études à l’Harrow School et au Magdalen College. Tucker obtient les honneurs de première classe en 1923. En 1924, il séjourne au jardin zoologique de Naples où il étudie le parasitisme chez les crustacés. En 1925, il est employé comme démonstrateur au laboratoire zoologique de Cambridge. En 1926, il devient démonstrateur de zoologie et d’anatomie comparée à l’université d'Oxford.
La médaille décerné par le British Trust for Ornithology (dont il fut le premier secrétaire) a été nommée en son honneur, la médaille Bernard Tucker.

## Source
- (en) Cet article est partiellement ou en totalité issu de l’article de Wikipédia en anglais intitulé « Bernard Tucker » (voir la liste des auteurs) (version du 22 mai 2007).